# Сутінки тіней
«Сутінки тіней» (араб. غروب الظلال) — алжирський драматичний фільм, знятий Мохаммедом Лахдар-Хаміною. Світова прем'єра стрічки відбулась 24 серпня 2014 року на Ангулемському франкомовному кінофестивалі. Фільм був висунутий Алжиром на премію «Оскар-2016» у номінації «найкращий фільм іноземною мовою».

## У ролях
- Самір Буітар
- Ніколас Брідет
- Лоран Геннекін